# Sơn Động
Son Dong (en Idioma vietnamita Sơn Động), es un distrito de Vietnam correspondiente a la Provincia de Bắc Giang en el Đông Bắc o noreste del país. Hasta el año 2003 la población en el distrito ascendía a 70 629 personas. El área del distrito es de 844 km² y su capital es An Châu.

## Divisiones administrativas
El distrito está dividido administrativamente en dos localidades principales, An Châu y Thanh Sơn, y además abarca las siguientes comunas: Hữu Sản, An Lạc, Vân Sơn, Lệ Viễn, Vĩnh Khương, An Lập, Dương Hưu, Long Sơn, An Châu, An Bá, Yên Định, Tuấn Đạo, Bồng Am, Thanh Luận, Cẩm Đàn, Giáo Liêm, Chiên Sơn, Quế Sơn, Phúc Thắng, Thạch Sơn y Tuấn Mậu.